# Euphorbia dissitispina
Euphorbia dissitispina ist eine Pflanzenart aus der Gattung Wolfsmilch (Euphorbia) in der Familie der Wolfsmilchgewächse (Euphorbiaceae).

## Beschreibung
Die sukkulente Euphorbia dissitispina bildet reichlich verzweigte Sträucher und wird bis 50 Zentimeter hoch. Die weit ausgebreiteten Triebe werden bis 7,5 Millimeter dick und sind stumpf vierkantig. Entlang der Kanten sind in einem Abstand von 18 Millimeter zueinander flache, buchtige Warzenzähne angeordnet. Die verlängerten Dornschildchen werden bis 10 Millimeter lang und stehen einzeln. Es werden bis 6 Millimeter lange Dornen und bis 2 Millimeter lange Nebenblattdornen ausgebildet.
Der Blütenstand besteht aus einzelnen und einfachen Cymen. Die Blütenstandstiele werden bis 2 Millimeter lang und die Cyathien erreichen einen  Durchmesser von 4,5 Millimeter. Die länglichen Nektardrüsen sind gelblich gefärbt und berühren sich. Die stumpf gelappte Frucht wird 3,5 Millimeter lang und 5 Millimeter breit. Sie ist nahezu sitzend. Der eiförmige Samen wird 1,5 Millimeter breit und 2 Millimeter lang. Die Oberfläche ist eng mit Warzen besetzt.

## Verbreitung und Systematik
Euphorbia dissitispina ist im Süden von Simbabwe auf steinigen Böden in Mischwald verbreitet.
Die Erstbeschreibung der Art erfolgte 1977 durch Leslie Charles Leach.